# Старият бряст (Сливен)
Старият бряст е вековно дърво от род полски бряст (Ulmus minor), което расте в центъра на Сливен и е един от символите на града. Дървото е на около 1000 години и е обявено за защитен обект, който се охранява от държавата.

## Параметри
Обиколката на ствола при корена му е  над 5,65 м, а височината – 10 м. Възрастта му е възможно да достига 1100 години.

## Съхранение
За съхранението му като природен феномен са положени необходимите усилия за консервация. За да се спрат евентуалните гнилостни процеси или развъждане на микроорганизми, кухините са запълнени с укрепителен пълнеж, като са оставени и отвори за естествена вентилация.
Започналият процес на умиране става видим през 2014 г. Причината за състоянието на вековното дърво е холандската болест трахиомикоза, която спира движението на водата в стъблото и то изсъхва. Грижи за дървото се полагат от Лесотехническия университет и немски специалисти. През 2017 – 2018 г. от Общината са отпуснати над 20 000 лв. за укрепване на дебелите клони, за купуване на система, която следи и измерва състоянието му, за обработване на кухините на дървото и за препарати за растителна защита. Напредналата болест и изгнила сърцевина налагат клоните на дървото да бъдат отрязани през 2018 г.

## Култура
Старият бряст в Сливен е навлязъл в културния и социален живот в редица аспекти. При дървото е била измервана някога надморската височина на Сливен – 265, 75 м., край него са преминавали всички демонстрации и манифестации, край него са били изложени телата на убитите по време на четническото движение през 1925 г., до него е издигната през септември 1944 г. тържествена арка за посрещане на Съветската армия.
- От 1996 г. старият бряст присъства в герба на Сливен.[7] Изработен е през 1995 г.[8]
- През 2013 г. е обявен за „Дърво на България“.
- През 2014 г. старият бряст е обявен за „Европейско дърво на годината“, което го прави най-популярният бряст в България.[9][10]

През 2014 г. е валидирана пощенска марка „Стария бряст – европейско дърво на годината“ от „Български пощи“. Сливенския бряст е тема на филателното издание „Екология“ за годината, като марката е отпечатана в тираж 11 000 броя в блок с номинална стойност 1 лв.
- През 2018 г. БНБ емитира сребърна възпоменателна монета от 10 лева „Старият бряст в Сливен“ в тираж от 3000 бр.[12][13]

- Герб на Сливен